# Фоєртален
Фоєртален (нім. Feuerthalen) — громада  в Швейцарії в кантоні Цюрих, округ Андельфінген.

## Географія
Громада розташована на відстані близько 125 км на північний схід від Берна, 37 км на північ від Цюриха.
Фоєртален має площу 2,5 км², з яких на 42,8% дозволяється будівництво (житлове та будівництво доріг), 11,2% використовуються в сільськогосподарських цілях, 44% зайнято лісами, 2% не є продуктивними (річки, льодовики або гори).

## Демографія
2019 року в громаді мешкало 3614 осіб (+3,6% порівняно з 2010 роком), іноземців було 22,5%. Густота населення становила 1457 осіб/км².
За віковим діапазоном населення розподілялося таким чином: 20,2% — особи молодші 20 років, 62,1% — особи у віці 20—64 років, 17,7% — особи у віці 65 років та старші. Було 1626 помешкань (у середньому 2,2 особи в помешканні).
Із загальної кількості 1165 працюючих 5 було зайнятих в первинному секторі, 277 — в обробній промисловості, 883 — в галузі послуг.